# Szczeberka (rzeka)
Szczeberka – rzeka, prawy dopływ Blizny o długości 55,87 km. Ma uregulowane koryto, włączona jest w sieć melioracyjną w środkowym i dolnym odcinku.
Dopływami Szczeberki są strugi Królewianka oraz Olszanka.